# خلصانة بشياكة (مسلسل)
خلصانة بشياكة هو مسلسل تليفزيوني كوميدي مصري يعرض في رمضان 1438هـ/2017م.

## قصة المسلسل
تدور أحداث المسلسل حول صراع البشر وقيام حرب عالمية ثالثة بين النساء والرجال تؤدي لفناء معظم البشرية، وعند حضور الحاج والحاجة (بيومي فؤاد) ، (انتصار) تبدأ الهدنة بين الطرفين لمدة شهر وفي هذه الفترة يقوم الحاج بحكاية القصص التي أدت إلى الحرب بين الرجل والمرأة، ومن يلتزم بالهدنة سوف يحصل على مفتاح مخزن الأسلحة الذي سوف يقضي على الطرف الآخر وتتطور الاحداث فيما بعد بين معسكري الرجال والفتيات.

## طاقم التمثيل
| الممثل        | الشخصية الرئيسية  | الحلقة 5، 6 | الحلقة 9    | الحلقة 12، 13  | الحلقة 23، 24    |
| ------------- | ----------------- | ----------- | ----------- | -------------- | ---------------- |
| أحمد مكي      | سلطان             | كله         | مخرج إعلان  | الزوج الغيور   | الزوج عبد الباري |
| شيكو          | محبوب / ماما كندة | سيحة        | الظابط      | الزوج الحساس   | القاضي           |
| هشام ماجد     | نوح               | أجنبي       | الجراح      | الزوج المتسامح | المحامي سليم     |
| دينا الشربيني | كارما             | بيسة        | زوجة المخرج | ندى            | الزوجة وفاء      |
| محمد أسامة    | يزيد / تزيد       | بومة        | منتج إعلان  | الزوج المجنون  | البواب شعبان     |
| ويزو          | منة الله          | أم عزيزة    | زوجه الطبيب | بثينة          | أم وفاء          |
| ملك قورة      | نيفيهان           | عزيزة       | زوجه الظابط |                | المحامية فاطمة   |

| - بيومي فؤاد: الحاج - انتصار: الحاجة - إنعام سالوسة: الدادا - حسين أبو حجاج: شهباز - محمد طعيمة: ابن فخدون | - عمرو عبد الجليل: سيد الرجال - أحمد أمين: وجدي - نسرين أمين: كنزي - حمد فتحي أبو الريش |

أشترك في التمثيل
| معسكر الرجال - محمد الشربيني - محمود سفروت - محمد مجدي (كامبا) - أوسكار - كريم كرف - محمد صلاح (ميزو) - وليد أبو المعاطي - محمد بطاوي - أحمد كنفاني - محمد فايز | - محمد هاني - إبراهيم أبو عوف: من رجالة سلطان - حسن المصري - محمود الجارحي - حمزة بهاء - علي عبد المنعم - محمد فتحي - إبراهيم صلاح معسكر النساء - مي حمدي - داليا الخولي | - رغدة جلال - ياسمين عيد - هبة رحال - فرجانية بن حمزة - هايدي ميشيل: رباب مطربة معسكر الفتيات - داليا سمير - رباب سعيد - جان حبيش - ريهام سامي - راجية راجح |

تمثيل
| - محمد الشناوي - شيماء عيسى - حسين مصطفى - إيميل وديع - محمد صلاح | - أحمد الفينو - أشرف سلطان - حسناء خميس - لبيب عزت - ميرا خليل | - أحمد سعيد علي - هاني دانة - آمنة جمال - هشام وجيه - فرح محمد | - تامر عطا الله - جيهان محمد - سناء فؤاد - حسن القناوي - سمير الخليلي | الأطفال - علي شريف فتحي: طفل - يوسف نعمان: طفل - سيف الدين شرف: طفل |

=